# Ethylcinnamát
Ethylcinnamát (též ethylester kyseliny skořicové či ethyl-3-fenyl-2-propenát) je ester kyseliny skořicové a ethanolu, jeho sumární vzorec je C11H12O2. Je přítomen v esenciálním oleji skořice. Čistý ethylcinnamát má "ovocnou a balzámovou vůni, připomínající skořici s trochou jantaru".
p-methoxy substitut se uvádí jako inhibitor monoaminoxidázy (MAOI).